# Кабан (Павлодарская область)
Кабан (каз. Кабан) — упразднённое село в Иртышском районе Павлодарской области Казахстана. Ликвидировано в 2004 г. Входило в состав Майконырского сельского округа.

## Население
В 1989 году население составляло 166 человек.

По данным переписи 1999 года в селе проживал 81 человек (36 мужчин и 45 женщин).